# Проспери, Марио
Ма́рио Проспе́ри (итал. Mario Prosperi; род. 4 августа 1945, Мелиде, Тичино) — швейцарский футболист, играл на позиции вратаря. Участник чемпионата мира 1966 года.

## Биография

### Клубная карьера
В 1963 году Проспери присоединился к клубу Второй лиги «Лугано». По итогам сезона 1963/64 «Лугано» пробился в Суперлигу. Дебютировал в Суперлиге за «Лугано» 22 августа 1964 года в 1-м туре в матче против «Грассхоппера» — «Лугано» проиграл ту встречу со счётом 2:3. Его конкурентом на позиции основного голкипера был опытный итальянский вратарь Антонио Паниццоло.
Проспери в первом же сезоне закрепился на позиции основного вратаря «Лугано» и играл за эту команду следующие 12 сезонов. Всего за «Лугано» в Суперлиге сыграл 288 матчей. Он два раза в 1965 и 1969 годах получал индивидуальную награду Вратарь года в Швейцарии.
В 1976 году перешёл в «Кьяссо», в составе которого отыграл четыре сезона. Завершил игровую карьеру в 1980 году.

### Карьера в сборной
Дебютировал за сборную Швейцарии 26 мая 1965 года в товарищеском матче со сборной ФРГ (0:1), выйдя на замену по ходу встречи вместо Карла Эльзенера.
Входил в состав сборной Швейцарии на чемпионате мира 1966 года, но на поле не выходил, просидев турнир на скамейке запасных. Всего за сборную Швейцарии сыграл 21 матч.

## Достижения
«Лугано»
- Обладатель Кубка Швейцарии (1): 1967/68